# Герхардт, Ханс-Юрген
Ханс-Юрген Герхардт (нем. Hans-Jürgen Gerhardt, 5 сентября 1954, Альтенбург, ГДР) — восточно-германский бобслеист, разгоняющий, выступавший за сборную ГДР в конце 1970-х — начале 1980-х годов. Обладатель золотой и серебряной медалей Лейк-Плэсида, чемпион мира и Европы.

## Биография
Ханс-Юрген Герхардт родился 5 сентября 1954 года в городе Альтенбург. С юных лет полюбил спорт, пошёл в лёгкую атлетику, в частности, активно занимался бегом с барьерами на 110 м, имеет в этой дисциплине личный рекорд 14,05 секунды. Впоследствии понял, что не сможет добиться в лёгкой атлетике выдающихся результатов, поэтому в 1976 году решил попробовать себя в бобслее. Прошёл отбор в национальную команду и попал на крупнейшие международные соревнования, присоединившись в качестве разгоняющего к таким пилотам как Бернхард Гермесхаузен и Майнхард Немер.
В 1977 году Герхардт удостоился звания чемпиона мира, победив на соревнованиях в швейцарском Санкт-Морице. Годом спустя пополнил медальную коллекцию бронзой мирового первенства в американском Лейк-Плэсиде. Не менее удачным для спортсмена получился 1979 год, когда он дважды стал чемпионом Европы и добавил в послужной список серебряную награду чемпионата мира в Кёнигсзее.
Благодаря череде удачных выступлений в 1980 году Ханс-Юрген Герхардт отправился защищать честь страны на Олимпийские игры в Лейк-Плэсид, где с двухместным экипажем завоевал серебро, а с четырёхместным — золото. Следующий год тоже оказался богатым на медали — чемпионат мира 1981 в Кортина-д’Ампеццо принёс ему сразу две золотые медали в обеих мужских дисциплинах. Кроме того, в этот период спортсмен занёс себе в актив несколько наград с чемпионата Европы, в том числе одно золото. После европейского первенства 1983 года в Сараево, где Гермесхаузен взял очередную серебряную медаль, он принял решение завершить карьеру профессионального спортсмена, уступив место другим восточно-германским бобслеистам, в особенности таким перспективным разгоняющим как Богдан Музиоль и Дитмар Шауэрхаммер.
Состоит в браке с немецкой фигуристкой Керстин Штольфиг (нем. Kerstin Stolfig).